# Castillo Visconteo (Pavía)

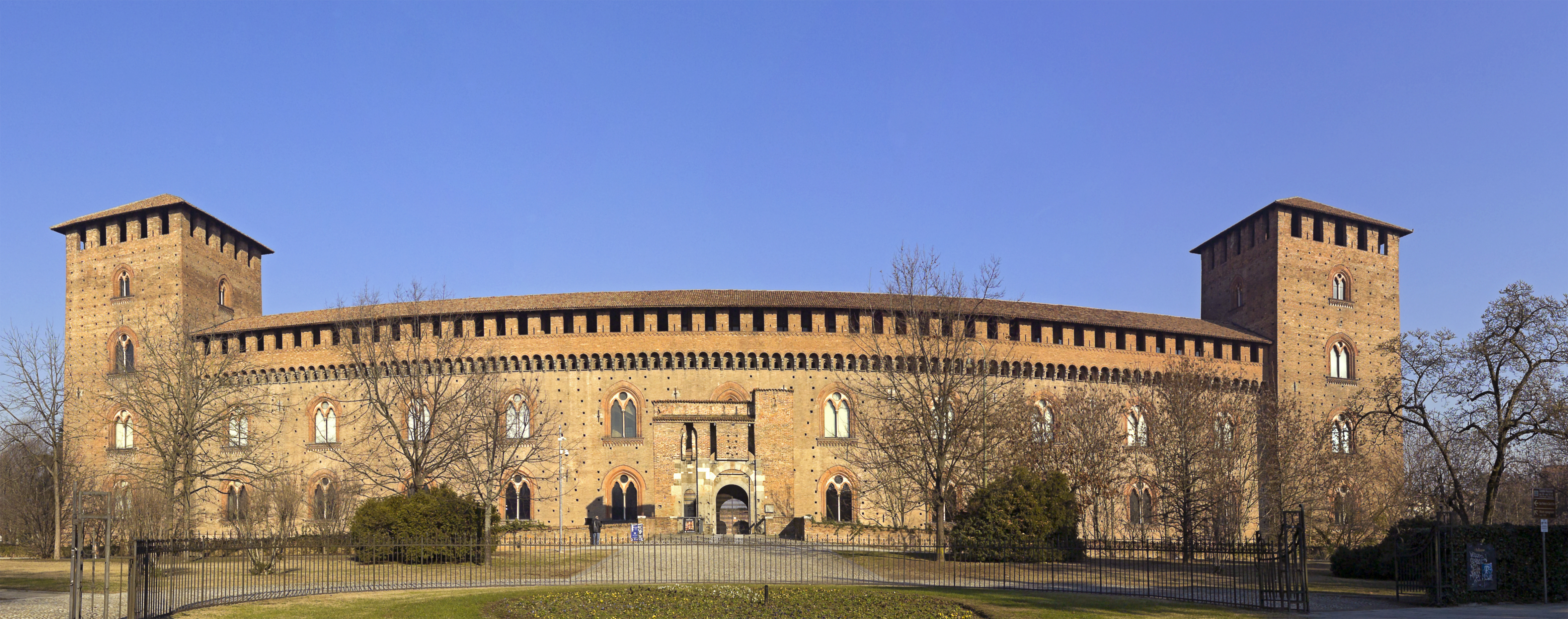
Castillo Visconteo, fachada

El castillo Visconteo de Pavía (en italiano: castello Visconteo) fue construido entre 1360-1366 por orden de Galeazzo II Visconti —entonces señor de Milán (r. 1349-1378) junto con sus hermanos Mateo II y Bernabé—, quien trasladó allí su corte después de la conquista de Pavía por los milaneses. Luego el edificio fue la sede de la corte tanto de Gian Galeazzo (r. 1378-1402), primer duque de Milán desde 1395, como, hasta 1413, de su hijo Filippo Maria (r. 1412-1447). Los Visconti también quisieron disponer de un grandioso parque de caza (parque Visconti), que originalmente se extendía una decena de kilómetros, hasta donde hoy está la Cartuja de Pavía; parte de ese territorio de caza se conserva como parque de la Vernavola, pero ya no está conectado con el castillo.
Como muchos otros castillos de los Visconti, el de Pavía tiene un diseño cuadrado (150 metros por lado) con torres de esquina cuadradas y subdivisión de los edificios en tramos cuadrados. La parte norte del castillo fue destruida por la artillería francesa durante el asedio de 1527, y en su lugar ahora se encuentra una sección de la muralla construida por los españoles a mediados del siglo XVI.
Desde la Segunda Guerra Mundial, el castillo también alberga los Museos Cívicos de Pavía. Los espacios expositivos se dividen según el período histórico vinculado a las exposiciones expuestas. Los museos alojados en el castillo son el «museo arqueológico y sala lombarda», el «museo románico y renacentista», la «Pinacoteca Malaspina», el «museo del '600 del' 700», la «pinacoteca del '800» , el «museo del Risorgimento» y el «museo de arte moderno y escayolas».

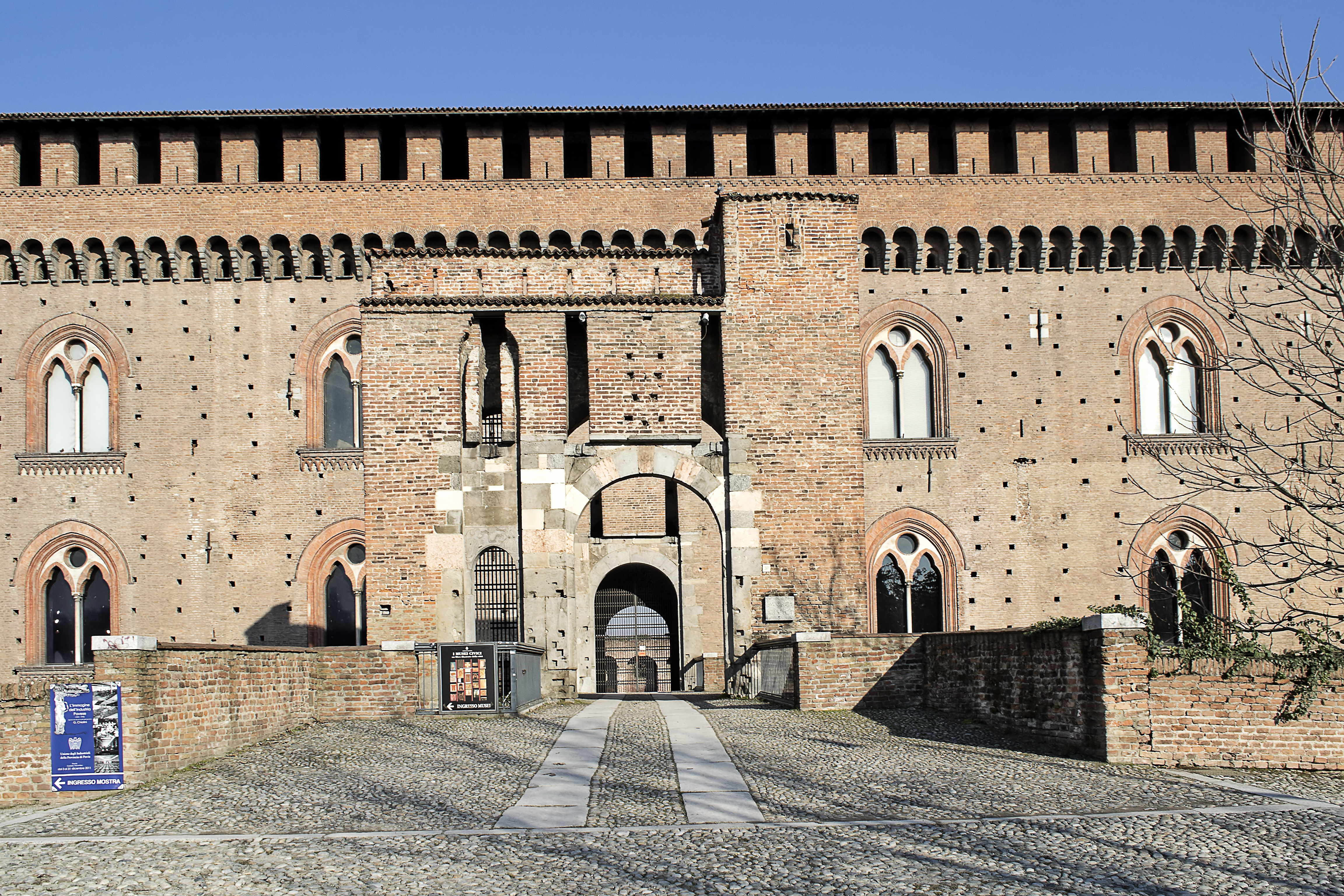
Entrada al Castello
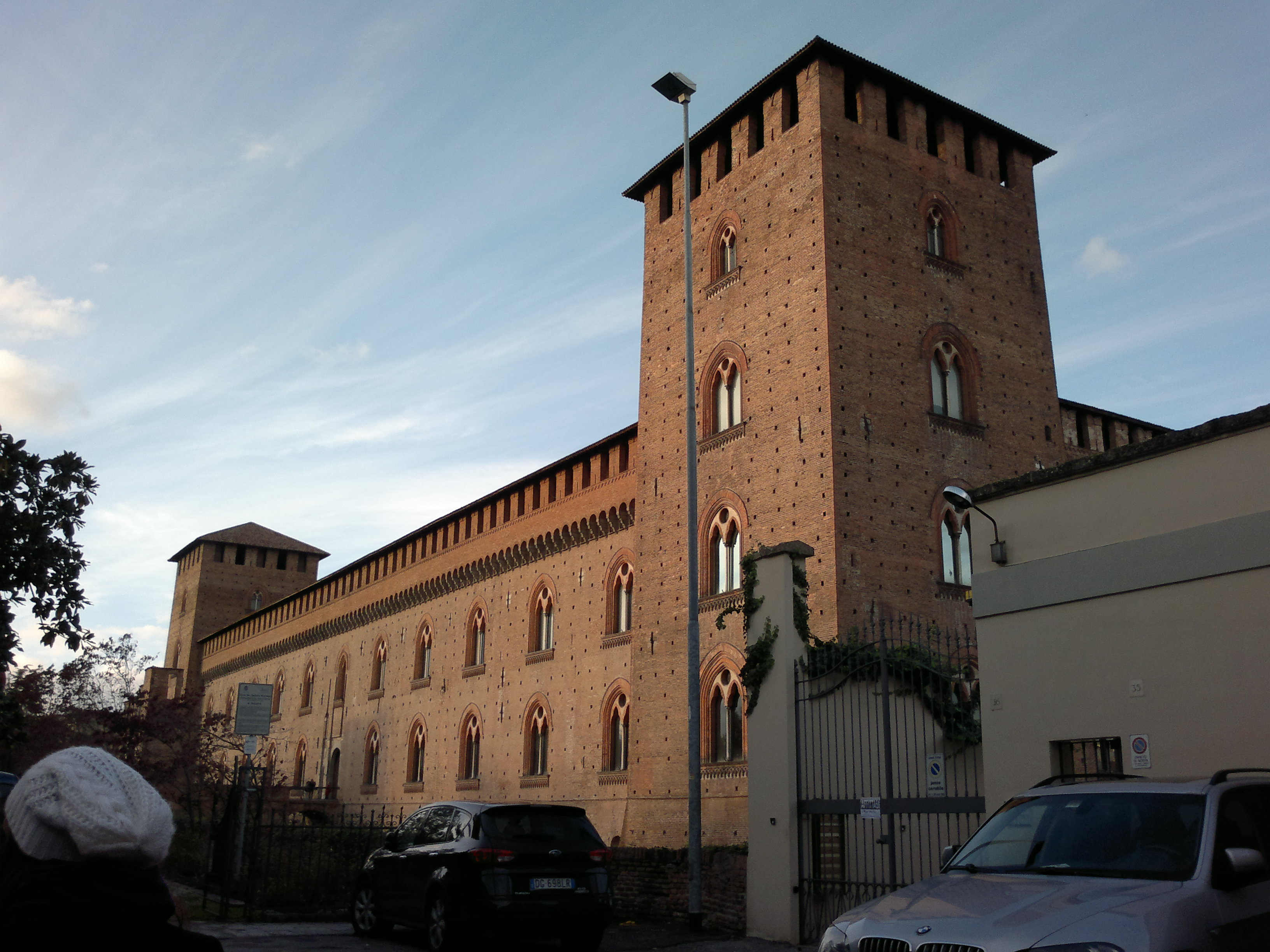
Primer plano de la torre del castillo Visconteo que albergaba la biblioteca.
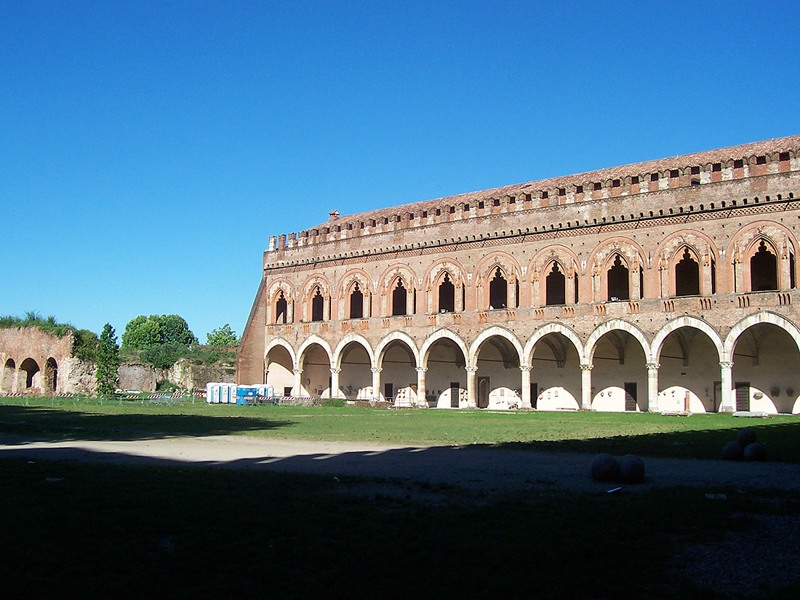
El lado sureste truncado; a la izquierda, se ven los restos de las murallas españolas donde una vez estuvo el lado noreste destruido en 1527.
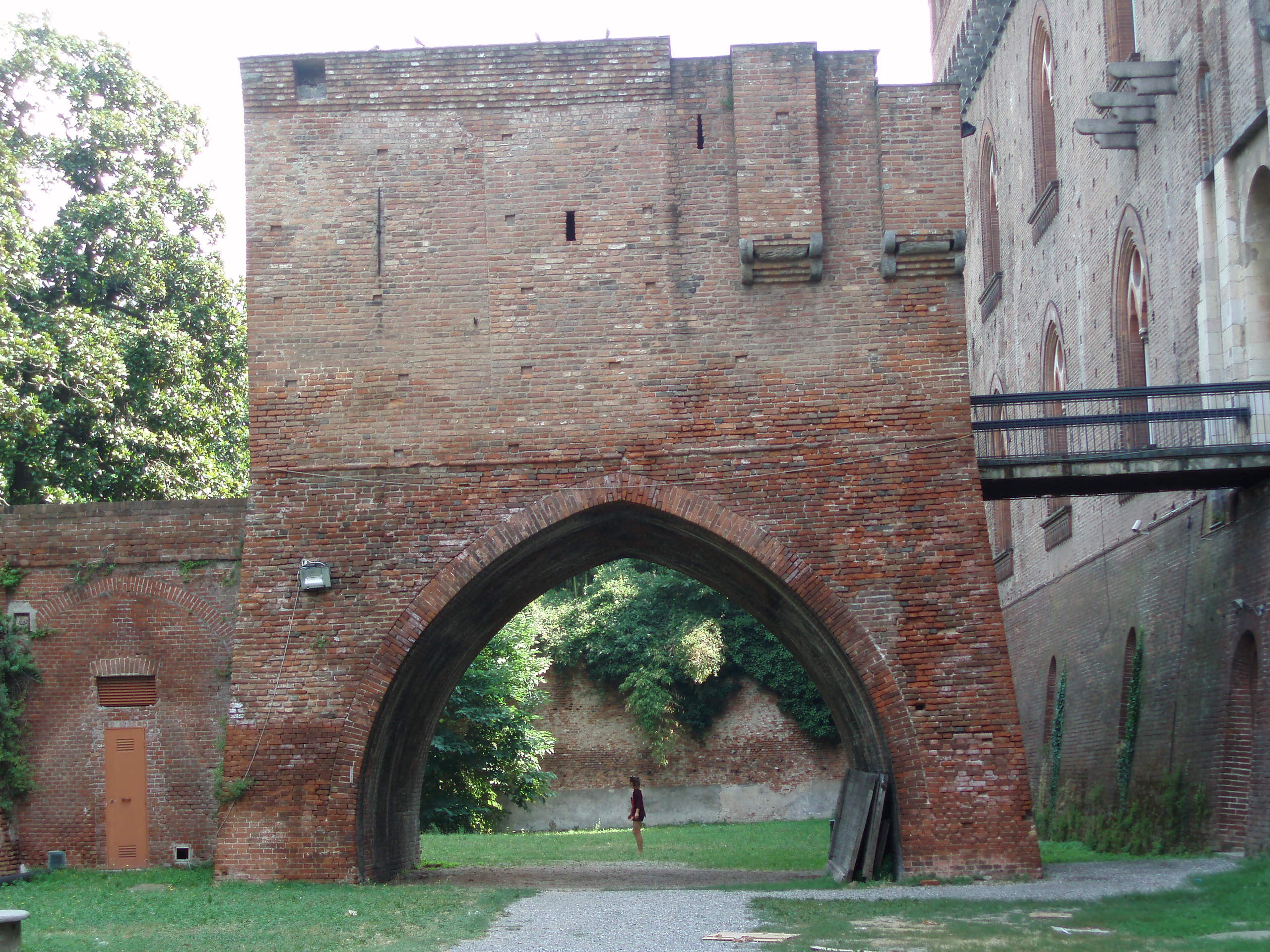
El revellín del lado noroeste con la entrada a los Museos Cívicos de Pavía.

## Historia

El parque Visconti, abajo, en la parte norte de la ciudad, se indica el castillo.

La construcción de una «ciudadela» fortificada al oeste de la ciudad, en el área adyacente al monasterio de S. Pietro in Ciel d'Oro, permitió desarrollar los aspectos residenciales más que los militares: de hecho, más que una fortaleza, el castillo de Pavía fue sobre todo la espléndida sede de una corte refinada, como todavía se puede adivinar por las grandes biforas exteriores, por el airoso pórtico del patio y los frescos de las estancias interiores, elementos que reflejan el gusto por el gótico internacional. En la segunda mitad del siglo XIV y en el XV el señorío/ducado fue un importante centro de producción artística. De particular belleza es la decoración con impresas Visconti sobre el cielo estrellado de la sala azzurra, las figuras del Cristo muerto y de los Santos en la capilla original de la planta baja, los motivos de los tapices y las imágenes femeninas sobre un fondo de rosas.
Galeazzo II conquistó Pavía en 1359 después de un largo asedio, tan pronto como tomó la ciudad, el señor decidió, quizás por desacuerdos con su hermano Bernabò, trasladar su corte desde Milán a Pavía, la antigua capital del reino lombardo (568-774) primero y luego del reino itálico (962-1801) hasta 1024, vinculando simbólicamente su poder al de las antiguas monarquías. En 1360, después de haber demolido las casas e iglesias que se encontraban en la zona escogida para el castillo, comenzaron las obras de construcción. Los trabajos, quizás coordinados por Bernardo da Venezia, que en Pavía también diseñó la iglesia del Carmine, procedieron rápidamente, también porque Galeazzo II ordenó a sus súbditos que enviaran artesanos y trabajadores; a modo de ejemplo, la comunidad de Novara tuvo que enviar albañiles, mientras que los piacentinos se vieron obligados a cavar el foso. En tan solo cinco años se completó el edificio, tanto que en 1366 el señor escribió a los Gonzaga pidiéndoles que le enviaran pintores para pintar al fresco el castillo. El complejo, aunque manteniendo las formas del castillo, era en realidad un palacio suntuoso, rico en sol, como los del lado norte (lamentablemente destruido por los franceses en 1527) pintados al fresco por Pisanello con animales fatti d’oro, mientras que otras estancias, además de albergar al señor y su corte, estaban destinadas a la capilla, la biblioteca y la armería, tanto que en el siglo XV, Pier Candido Decembrio, humanista y secretario de Filippo Maria Visconti, describió el castillo de Pavía: «una residencia que no tiene igual en Italia».
Al norte del castillo se encontraba el gran parque Visconti, iniciado por Galeazzo II y terminado por su hijo Gian Galeazzo, un vasto espacio, rodeado de murallas y torres, que no sólo incorporaba la antigua calzada romana que unía Pavía con Milán, sino también un tramo de la Vernavola que era destinado a las cacerías del señor. En el interior del parque, que con Gian Galeazzo alcanzó la extensión de 22 km², se encontraba el castillo de Mirabello, sede del capitán del parque, bosques (principalmente robles, olmos y castaños) zonas agrícolas y estaba poblada por una riquísima fauna, que aún en época de los Sforza contaba con más de 5000 ejemplares entre corzos, gamos y ciervos, algunos osos y especies exóticas, como avestruces. Para completar el complejo, en 1396, Gian Galeazzo fundó, en el extremo septentrional del parque, la Certosa, que en las intenciones del primer duque de Milán se convertiría en el panteón de la dinastía y donde él mismo sería enterrado. (En el siglo XVI, con la caída de la dinastía de los Sforza y la llegada de los franceses primero y de los españoles después, el parque, en cuyo interior se libró la famosa batalla de Pavía de 1525, fue abandonado y poco a pococayó en el abandono, tanto ahora que solo se conserva una pequeña parte del bosque original en el actual parque de la Vernavola.)
El castillo también estaba conectado con la ciudad de Milán por un canal navegable, el actual Navigliaccio, excavado por Galeazzo II a partir de 1359. El castillo fue la sede de la corte de Galeazzo II, de Gian Galeazzo y, hasta 1413, de Filippo Maria, más tarde la corte ducal volvió a Milán, pero muy a menudo los señores de Milán volvían a Pavía para cazar, para recibir a embajadores e invitados de rango. En el castillo permanecían la  biblioteca ducal (donde se guardaba el Astrario de Giovanni Dondi), el archivo, la colección de reliquias (trasladada a la catedral de Pavía en 1499) y la armería.
En la capilla del castillo se celebraron las bodas dinásticas que salpicaron la política matrimonial de los Visconti: en 1368 Violante Visconti se casó con el hijo del rey Eduardo III de Inglaterra, Leonel de Amberes (Geoffrey Chaucer, entonces el príncipe inglés), en 1377 Violante celebró aquí su segundo matrimonio con Otón III de Monferrato, en 1380 Gian Galeazzo se casó con Caterina Visconti, mientras que en 1399 se celebraron las bodas entre Lucia Visconti y Federico IV de Turingia. La importancia del castillo era tal que, en 1400, Gian Galeazzo quiso hospedar aquí al emperador de Oriente Manuel II Paleólogo, que donó a Gian Galeazzo dos de las tres espinas de la corona de Cristo ahora conservadas en la catedral de Pavía.
En 1449 nació en el castillo Filippo Maria Sforza, el segundo hijo de Francisco I Sforza y Bianca Maria Visconti. En estos años, bajo la tutela de muchos preceptores y cortesanos, residieron en el castillo los ocho hijos de Francisco I Sforza y Bianca Maria Visconti, incluidos Galeazzo Maria Sforza y Ludovico Sforza, que permaneció allí hasta 1464.
Con Galeazzo Maria Sforza, convertido en duque de Milán en 1466, el castillo de Pavía se convirtió en la residencia principal del señor y la sede de su corte, tanto que Galeazzo Maria, deseoso de remarcar una continuidad con sus antepasados Galeazzo II y Gian Galeazzo Visconti, permaneció más tiempo y más tiempo en el castillo de Pavía que en Milán.
En 1469 el duque Galeazzo Maria, coincidiendo con su matrimonio con Bona de Saboya, promovió importantes intervenciones en el aparato decorativo del castillo, encargando a Bonifacio Bembo tanto la renovación de las pinturas de algunas estancias, como la realización de nuevos frescos con un gusto cortés.
El 17 de enero de 1491, en la capilla ducal del castillo, Ludovico il Moro se casó con Beatriz de Este, hija de Hércules I de Este, duque de Ferrara. En el mismo año, Ludovico el Moro hizo trasladar al castillo pavés a Gian Galeazzo Maria Sforza y a su esposa Isabel de Aragón, que vivieron en él hasta 1495, año de la supuesta muerte de Gian Galeazzo Maria, y donde crearon una brillante corte. En el suroeste del castillo se encontraba la gran biblioteca privada de los duques de Milán, que, en 1499, reunía más de 900 códices miniados. Después de la caída de Ludovico el Moro, en 1500 la biblioteca fue trasladada a Francia por Luis XII; en la Bibliothèque nationale de France aún se conservan unos 400 de esos volúmenes, mientras que otros acabaron en bibliotecas italianas, europeas y estadounidenses.
El castillo fue escenario de la célebre batalla de Pavía que se libró en el parque en 1525, mutilado en el lado norte por la artillería francesa en 1527 durante el sacco de la ciudad, el castillo siguió siendo residencia de los castellanos y el general español Antonio de Leyva fijó su residencia en la parte oriental del edificio, donde hizo su testamento en 1535. Entre 1536 y 1537 el castillo fue habitado por la joven viuda de Francisco II Sforza, Cristina de Dinamarca, que hizo reparar algunas habitaciones. El emperador Carlos V y su hijo Felipe II de España se alojaron ocasionalmente en el castillo en 1548 y 1551. Sin embargo, posteriormente, el castillo se utilizó como cuartel y permaneció así hasta la década de 1920. Los largos siglos en los que el castillo acogió a los militares resultaron especialmente perjudiciales para el edificio, que sufrió muchas alteraciones (la mayoría de las arcadas y logias fueron cegadas), pero, sobre todo, desaparecieron la mayoría de los ciclos pictóricos que decoraban tanto las arcadas como las habitaciones interiores.
Entre los siglos XVI y XVII se creó en el interior del castillo una fundición para fabricar cañones; una de esas piezas de fuego se conserva en Lisboa y data de 1572. Durante la revuelta de Pavía de 1796, la pequeña guarnición francesa de la ciudad se encerró en el interior del castillo, que fue asediado y tomado por los alborotadores. En la época napoleónica se reabrió y amplió la fundición y el castillo pasó a ser el arsenal de artillería del Reino Itálico, función que mantuvo hasta 1814, cuando se cerró definitivamente la fundición.
El castillo de Pavía fue adquirido por el Municipio, restaurado en los años 1920-1930 y, a partir de la segunda posguerra, se convirtió en sede de los Musei Civici y de la cívica Pinacoteca Malaspina.
En el interior del castillo se organizan diversas exposiciones y, durante el verano, también conciertos dentro del patio.

## Descripción

### Las fachadas y el patio interior

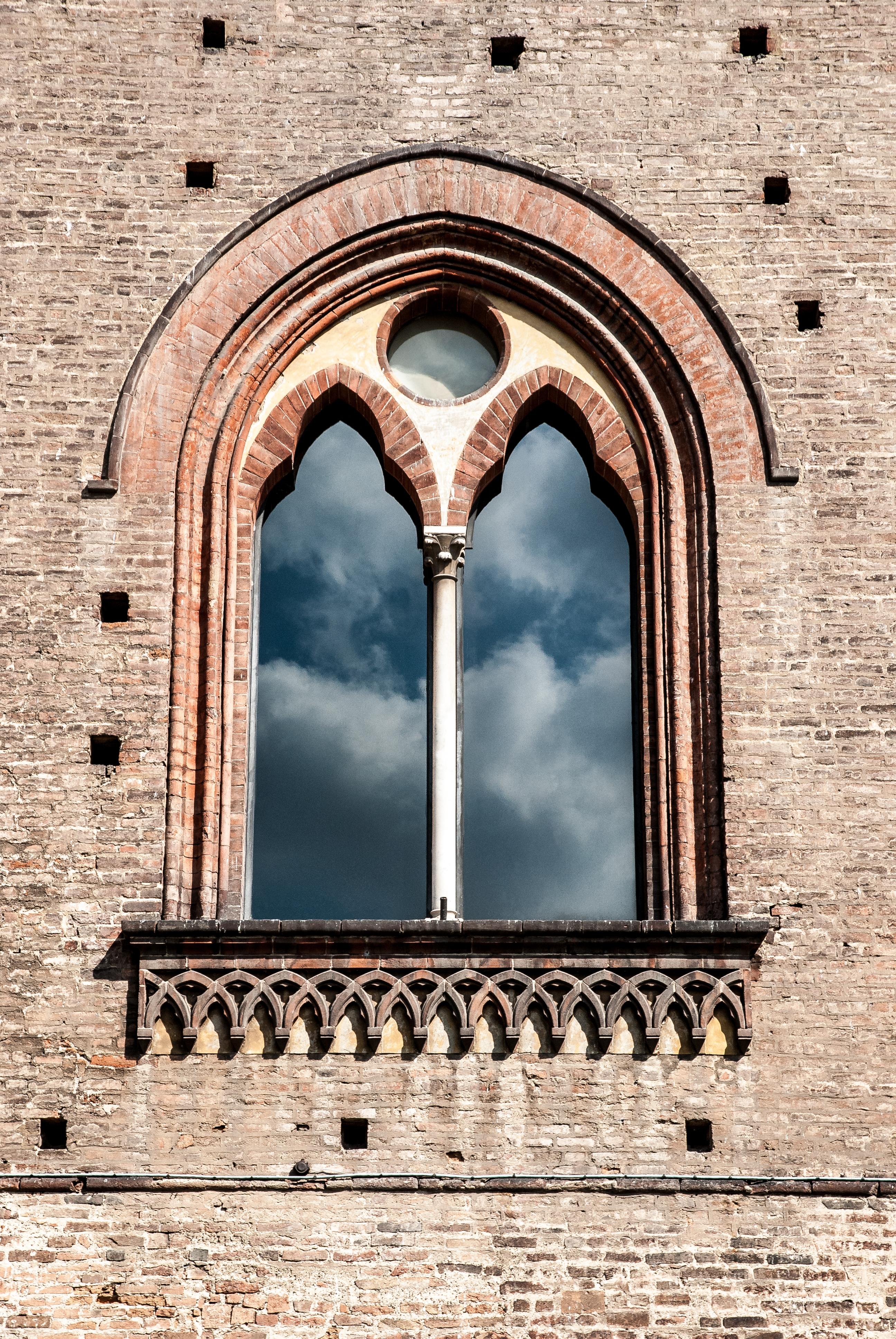
External mullioned window

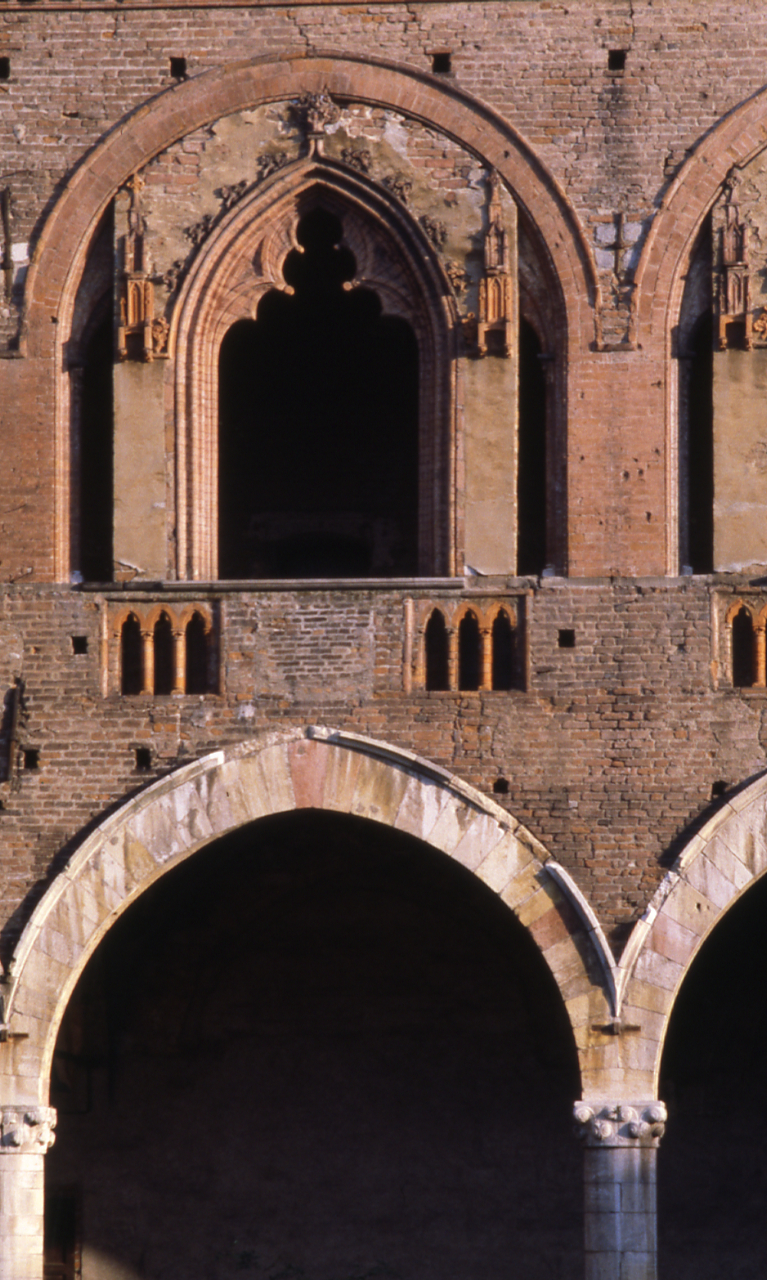
Detalle de una de las monoforas

Como muchos otros castillos de los Visconti, el de Pavía tiene planta cuadrada (de 150 metros de lado) con torres también cuadradas en las esquinas y subdivisión de los cuerpos de fábrica en tramos cuadrados. Desgraciadamente, como ya se mencionó, la parte septentrional del castillo fue destruida por la artillería francesa durante el sitio de 1527, y en su lugar ahora se encuentra un tramo de la muralla baluarte levantada por los españoles a mediados del siglo XVI. El castillo estaba defendido por un profundo foso inundado, y se conservan tres de las entradas originales, antes equipadas con revellines provistos con puentes levadizos.en particular, el que da a la ciudad presenta en la pequeña puerta una lápida que representa la Anunciación.
Externamente el edificio se caracteriza por una gran uniformidad, influido en su diseño por la arquitectura militar. Las tres fachadas que se conservan se caracterizan por un profundo basamento con escarpes, sobre el que se levanta una compacta cortina muraria de ladrillo, coronada por almenas sostenidas por canecillos de granito. Las fachadas son refinadas, como en una residencia, u cuentan con elegantes biforas  apuntados decoradas con arquivoltas radiales.
Internamente, el castillo tiene un gran pórtico con arcos apuntados, que se abre al patio cuadrado, sostenido por poderosas columnas en piedra de  Angera y de Ornavasso  en la planta baja con capiteles a gancio obra de maestros de Campione. En el pórtico hay vestigios de la primera decoración de compás y cielo estrellado en las bóvedas, ordenada por Galeazzo II para todo el castillo en 1366 y con la convocatoria, a través de la corte de Gonzaga, de todos los pintores disponibles en Mantua. La pintura geométrica, sin embargo, tuvo que dejar espacio también para las escenas figurativas en las paredes. Los restos de frescos que representan la  Veduta di Pavia (ala sur, tercer hueco) y Cavalieri (ala oeste, sexto y octavo vanos) probablemente pertenecieron a un ciclo narrativo dedicado a las hazañas bélicas de Galeazzo II  que data de la década de 1470 y que recientemente ha sido atribuida a  Giusto de' Menabuoi. Algunas puertas que dan al pórtico aún conservan la inscripción en caracteres góticos que identificaba la entrada a las salas destinadas a oficinas, incluida la destinada a la contabilidad de la duquesa Catalina. Las arcadas servían también como refugio de armas, como la gran bombarda denominada "Galeazesca" mencionada en 1476.
En el primer piso hay una logieta formada, en el lado meridional, por grandes cuadríforas con arcos trilobulados y rosetones calados con diseños de estrellas o geométricos, mientras que en el lado oriental las cuadríforas fueron reemplazadas por Gian Galeazzo con monoforas polilobulares y en la occidental con biforas en la primera mitad del siglo XV. La logia permitía el uso del entorno incluso durante la mala temporada.

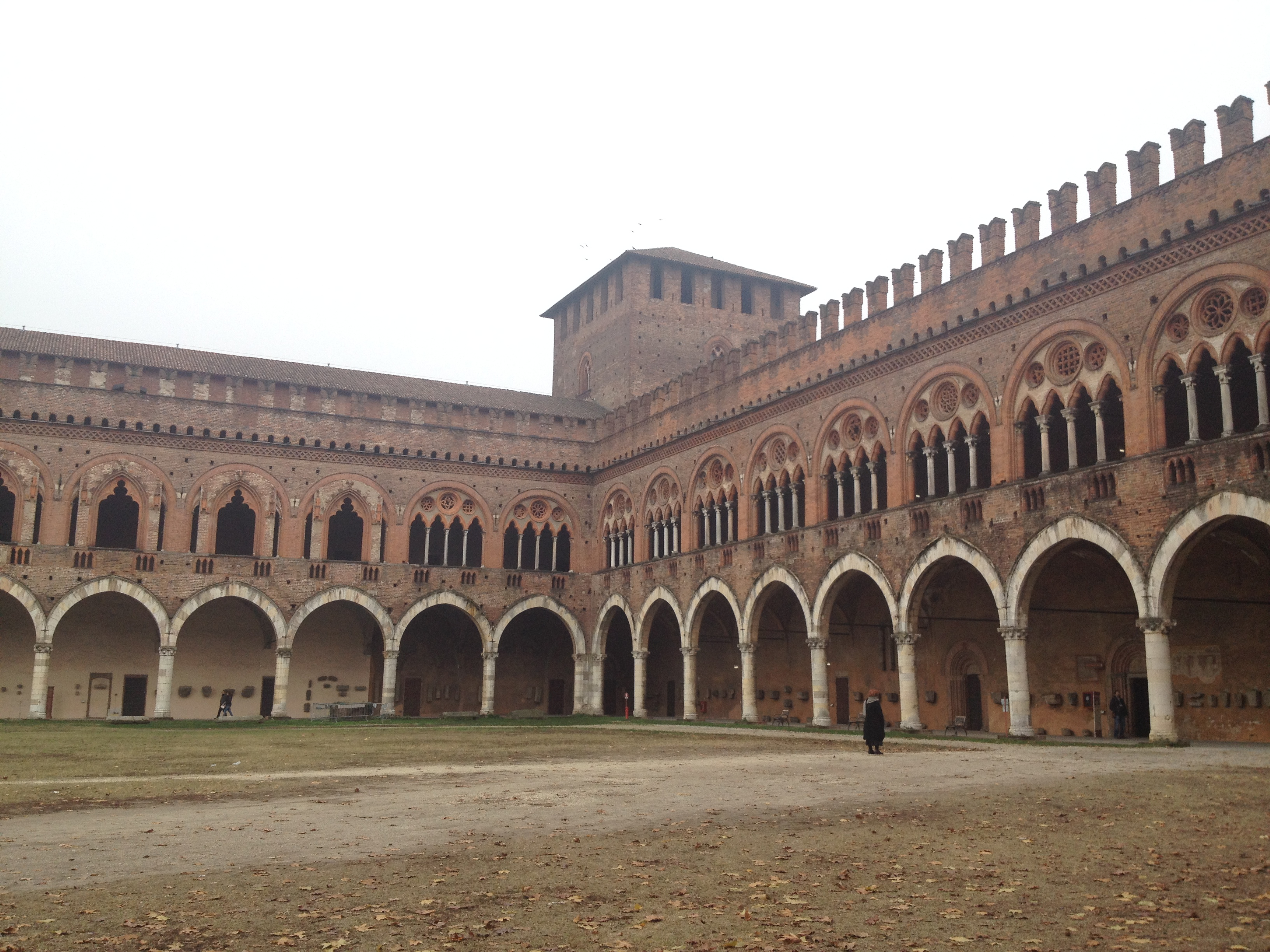
Patio interior
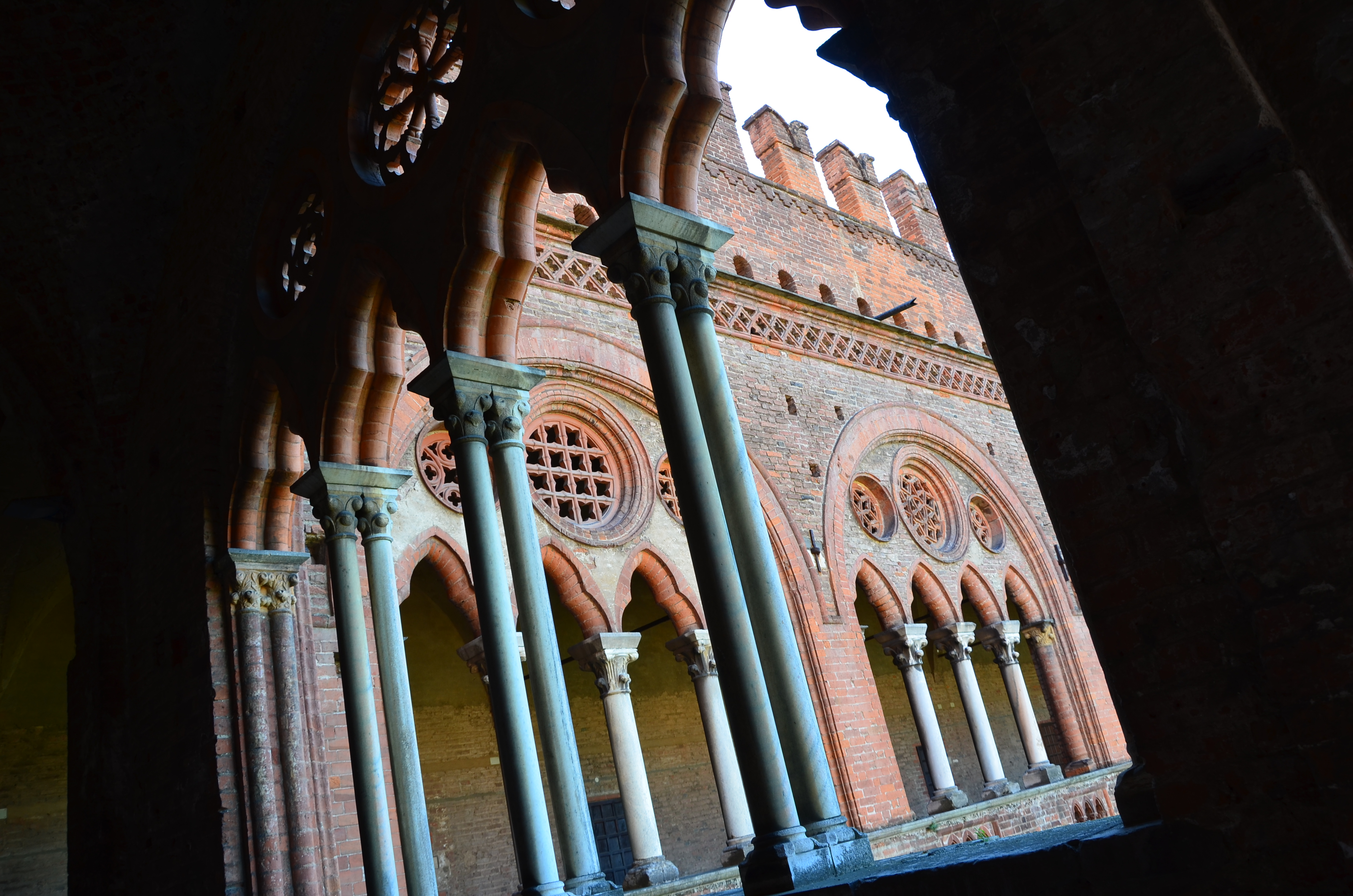
Las cuadriforas
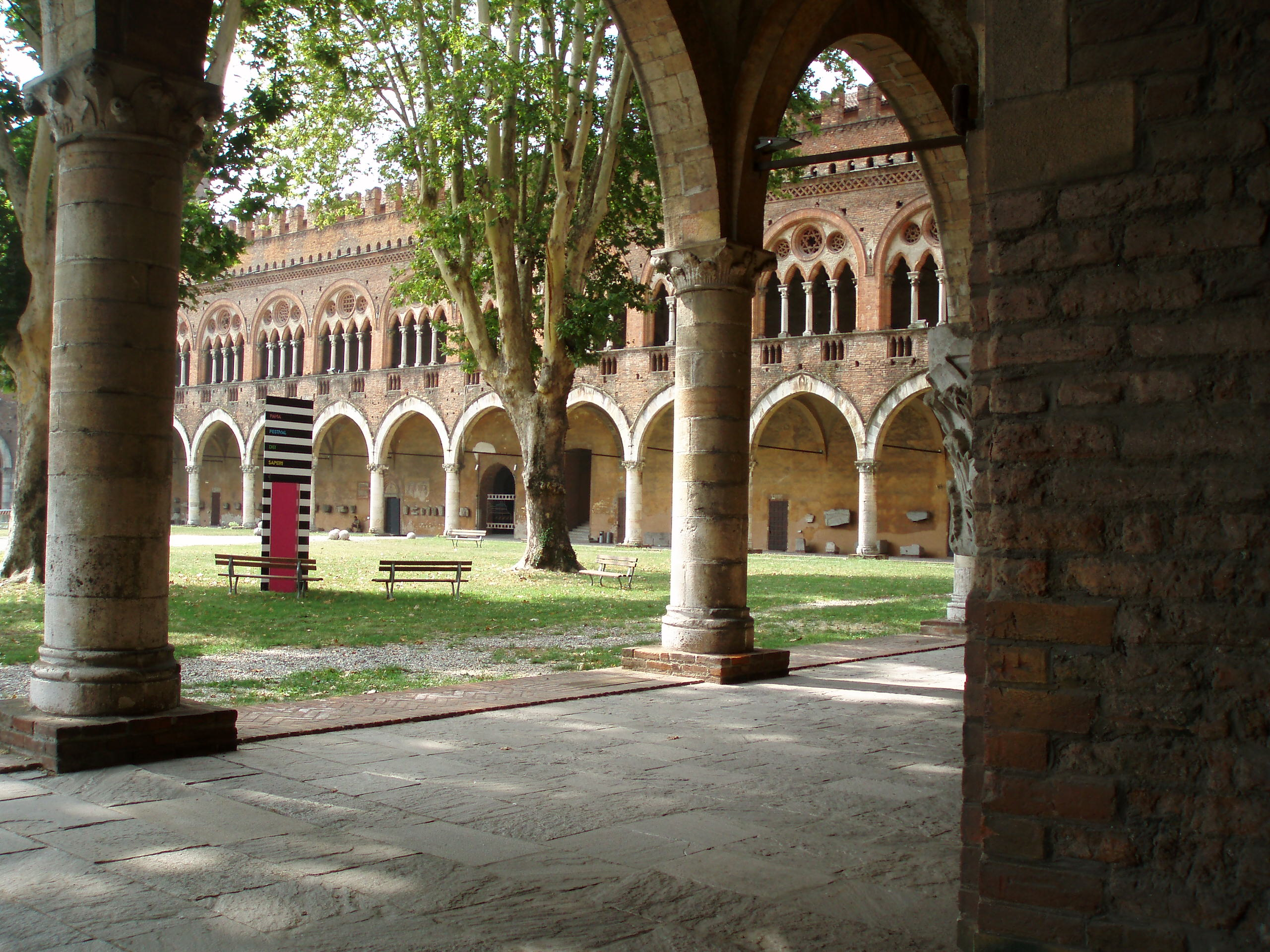
Los pórticos
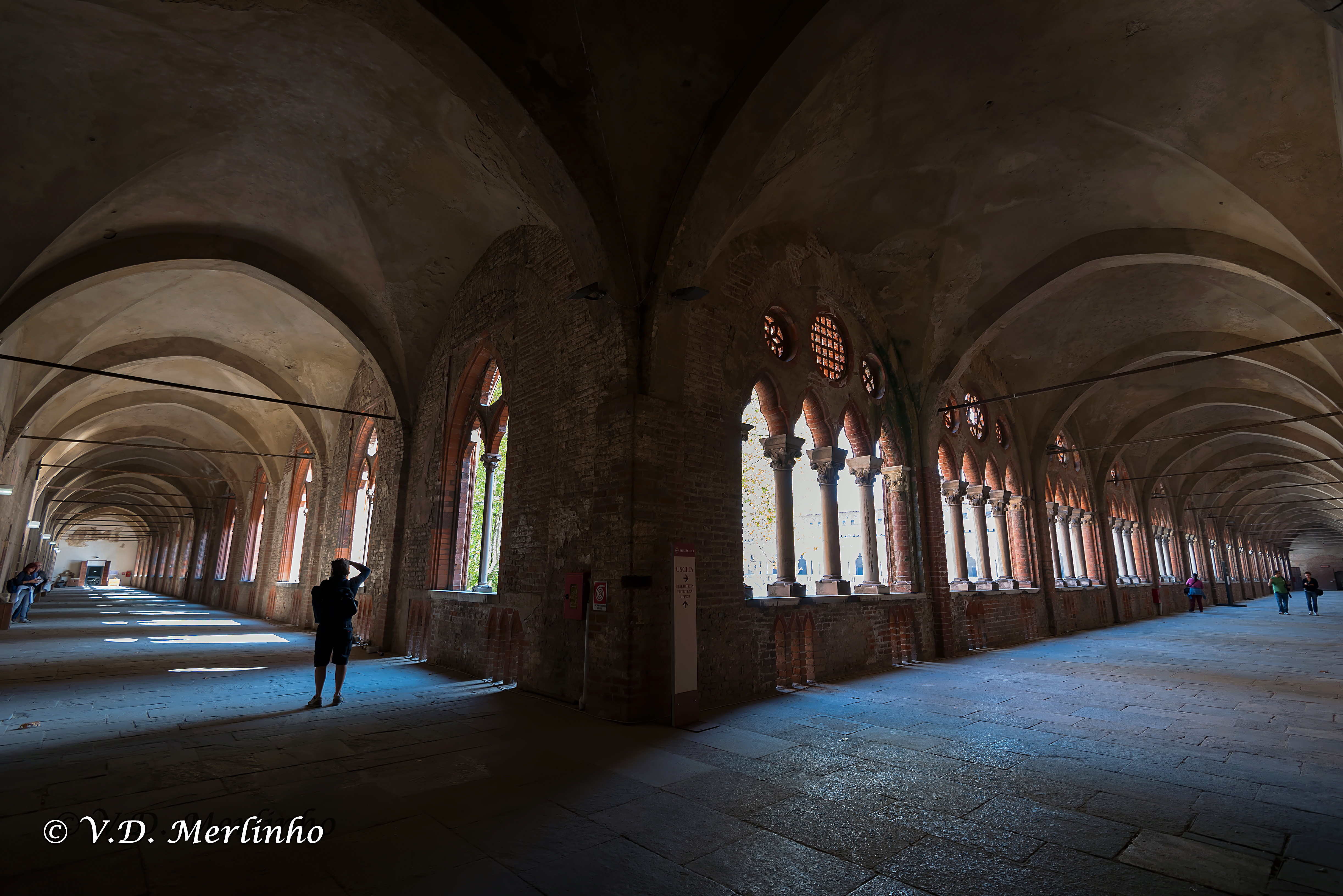
El interior de la logia
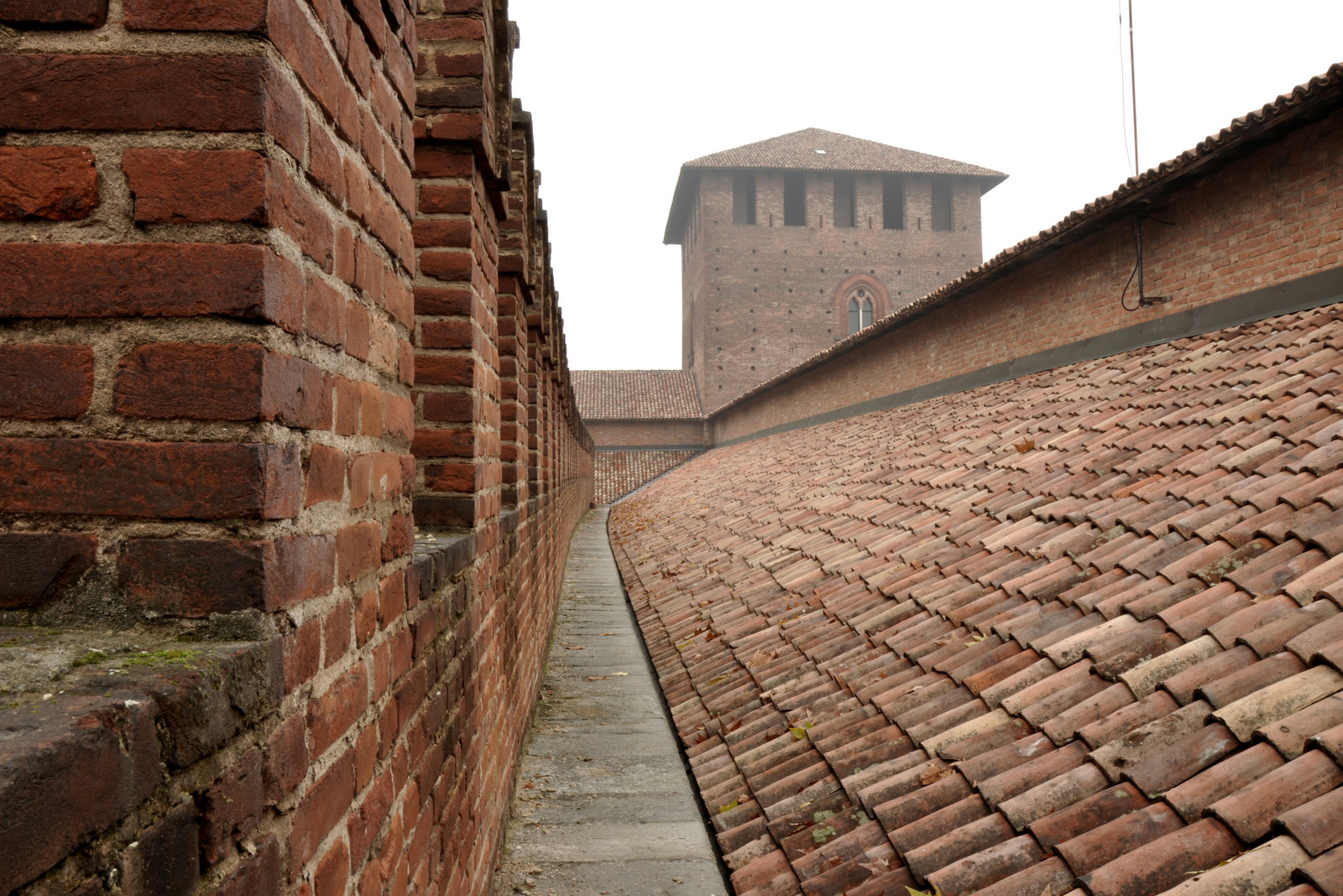
Las pasarelas

### Las salas interiores

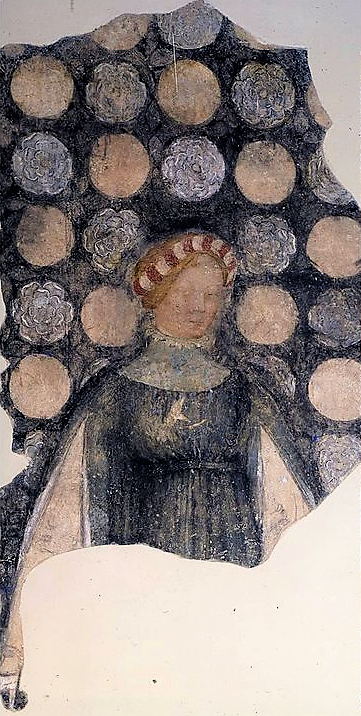
Dama, Gentile da Fabriano, 1393.

Muchas salas conservan rastros de decoraciones al fresco "a compassi", a menudo enriquecidas con escudos de armas y empresas viscontinas, resultado de las campañas decorativas promovidas tanto por Galeazzo II como por Gian Galeazzo y, a partir de 1469, por las intervenciones apoyadas por Galeazzo Maria; pero estos no son los únicos frescos que se conservan en el castillo.
En la planta baja de la torre suroeste (Sala II del museo arqueológico) se encuentra la "sala azzurra", resultado de las intervenciones pictóricas de 1469, particularmente suntuosa por la preciosidad de las técnicas y materiales utilizados. La decoración está formada por recuadrados con marcos en relieve y dorados, que subdividen las paredes, siempre en relieve y recubiertos con láminas de oro son los motivos heráldicos (lirios de Francia y emblemas de los Sforza) y estrellas, sobre fondos alternativamente azules y verdes. En la planta baja, inmediatamente a la derecha de la entrada sur, se encuentra la capilla, de planta rectangular y bóvedas de crucería, sobre el portal de la capilla hay una sinopia que representa la Piedad, de Michelino da Besozzo, mientras que en el interior hay frescos, como la Geometria o Il Cristo benedicente, del boloñés Andrea de' Bartoli. También en la capilla, los dos santos Stefano e Leonardo, pintados dentro de los recuadrados, uno frente al otro, en los pilares del arco que divide la sala en dos tramos, fueron ejecutados en época posterior, pero en el último cuarto del Trecento, y son obra de un maestro lombardo.
También en la planta baja se encuentra la "sala delle colombine" [sala de las palomas, sala XII del museo arqueológico) donde sobre un fondo rojizo y sobre un zócalo de rayas en zigzag, se alterna la impresa viscontina de la paloma con el lema "à bon droit", adoptada pora Gian Galeazzo y el de la montaña con las tres piñas y el lema "mit Zeit", también estos frescos, como los de la "sala azzurra", datan de las intervenciones de 1469.
En el primer piso —el piso principal, donde se encuentra los apartamentos ducales, la biblioteca (en la torre del ángulo suroeste) y la cancillería (torre sureste), de la que aún se conserva la inscripción sobre la puerta—, en la primera sala de la Pinacoteca Malaspina, se encuentra la sala delle damigelle [sala de las damas de honor] donde, en el séquino de la ventana del tercer vano, se conservan dos frescos que representan a damas de tamaño natural frente a un seto de rosas que se remontan a las intervenciones pictóricas promovidas por Gian Galeazzo en 1393 y que recientemente han sido atribuidas a Gentile da Fabriano, que en esos años trabajaba en Pavía. La misma sala también conserva restos de la decoración precedente (que data de la época de Galeazzo II) a compassi y (en el sotoarco de la ventana) del emblema con los signos, en caracteres góticos «G Z» del señor (Galeazzo II Visconti). Completamente diferente es la decoración del primer y segundo vano de la Pinacoteca Malaspina, que en las últimas décadas del siglo XVI sirvieron como vivienda del castellano Rodrigo de Toledo. Las dos estancias, originalmente separadas por un tabique, conservan frescos de estilo manierista datados de la década de 1580 y representan Le fatiche di Ercole (Los trabajos de Hércules ) y la Allegoria dei quattro elementi della natura (Alegoría de los cuatro elementos de la naturaleza), mientras que en el centro de una de las bóvedas destaca el escudo de armas de Rodrigo de Toledo. También en la primera planta, en el muro de cierre construido tras la destrucción del lado septentrional del castillo en 1527 que cierra el lado occidental de la logia, están pintados los escudos de Felipe II de España, con la orden del Toisón de Oro y de Fernando Gonsalvo de Córdoba, gobernador de Milán de 1558 a 1560. La decoración pudo haber sido realizada con motivo de la segunda estancia de Felipe II de España en Pavía en 1551.

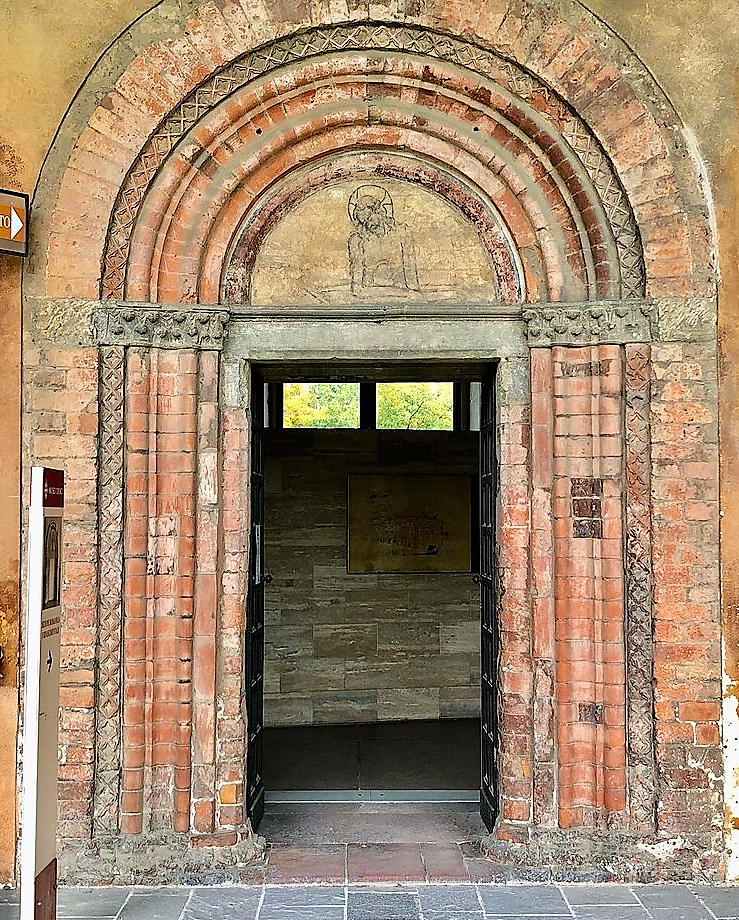
La puerta de la capilla con sinopia de Michelino da Besozzo
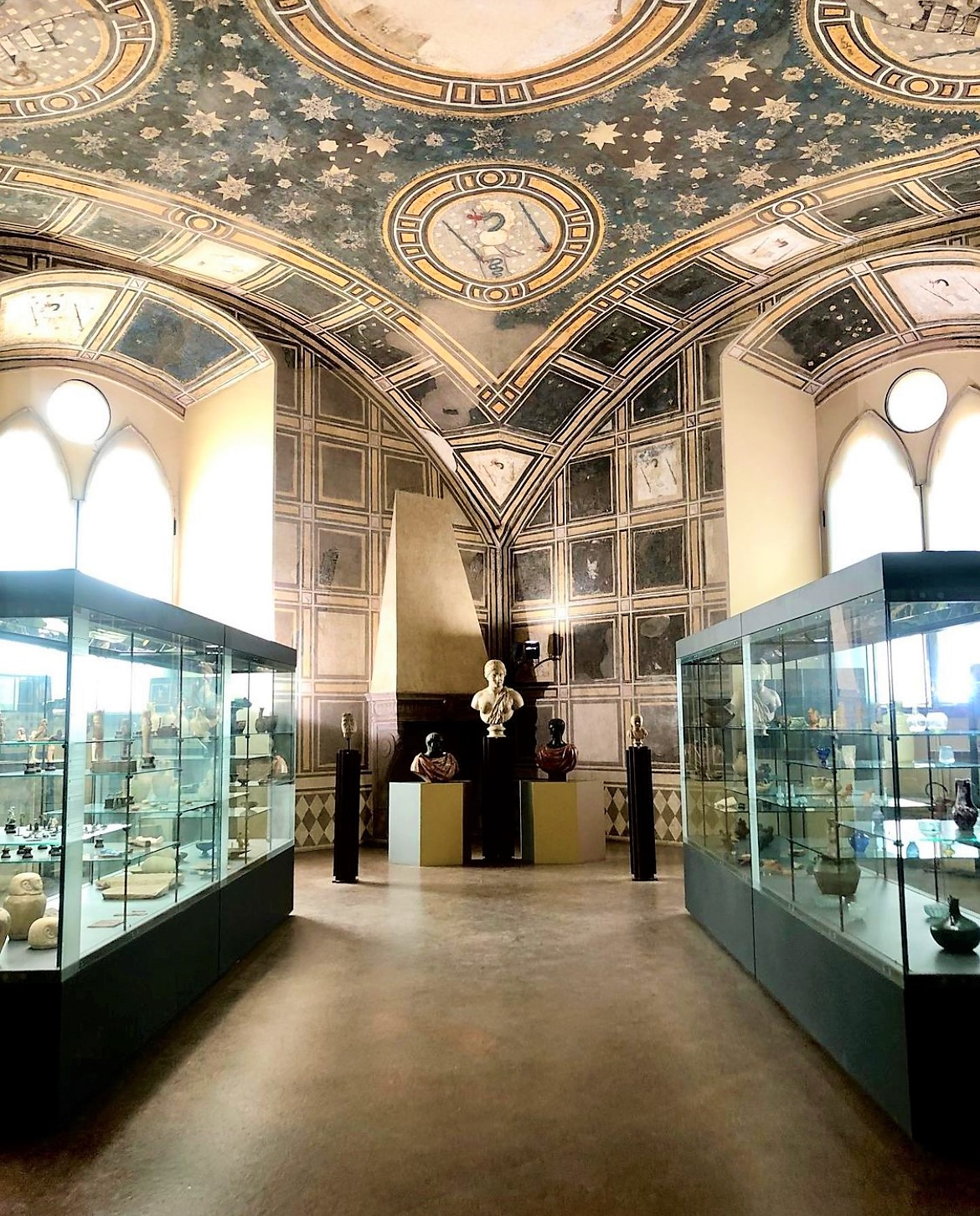
La "sala azzurra"
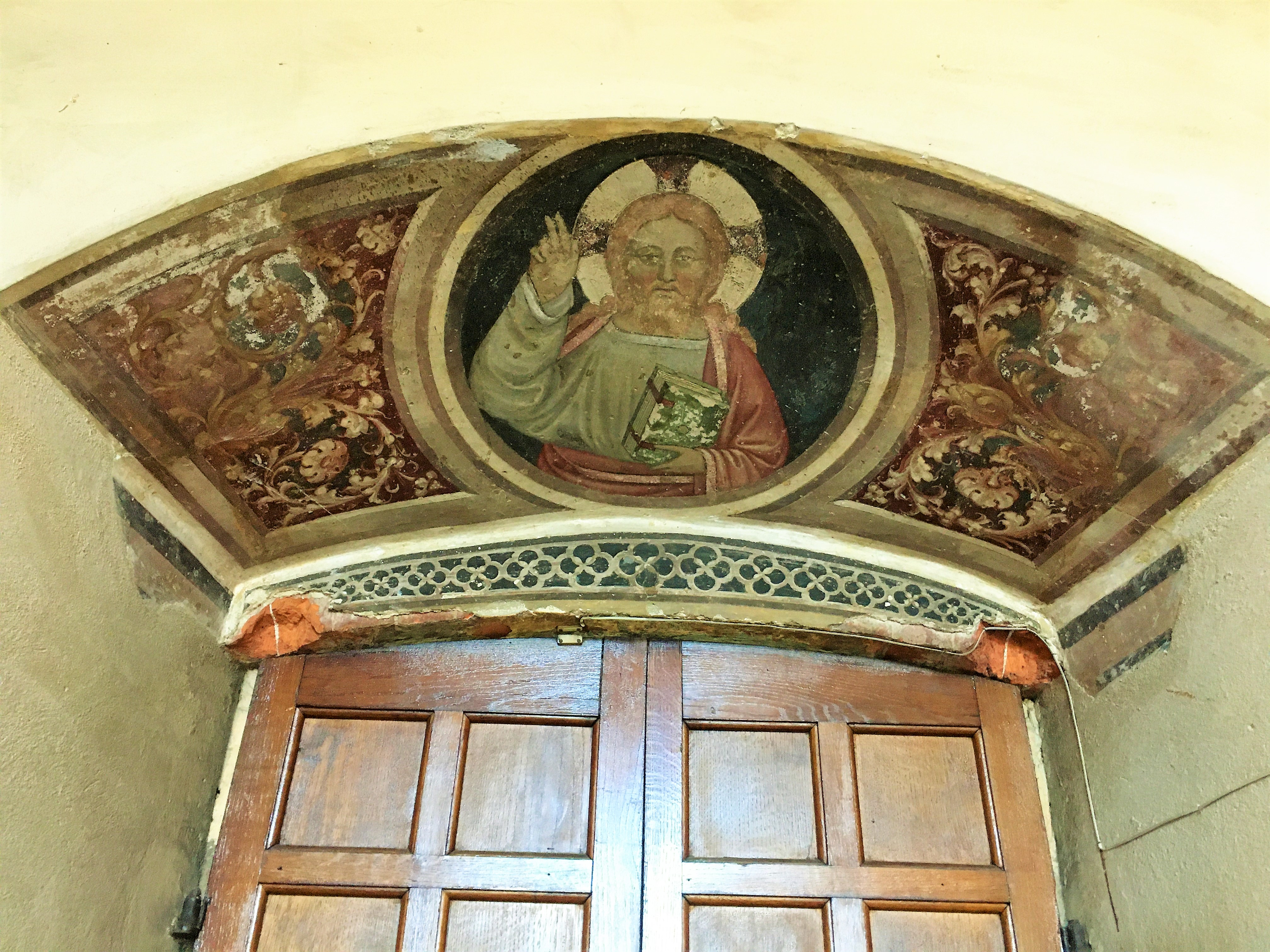
Andrea da Bologna, Cristo benedicente, capilla.
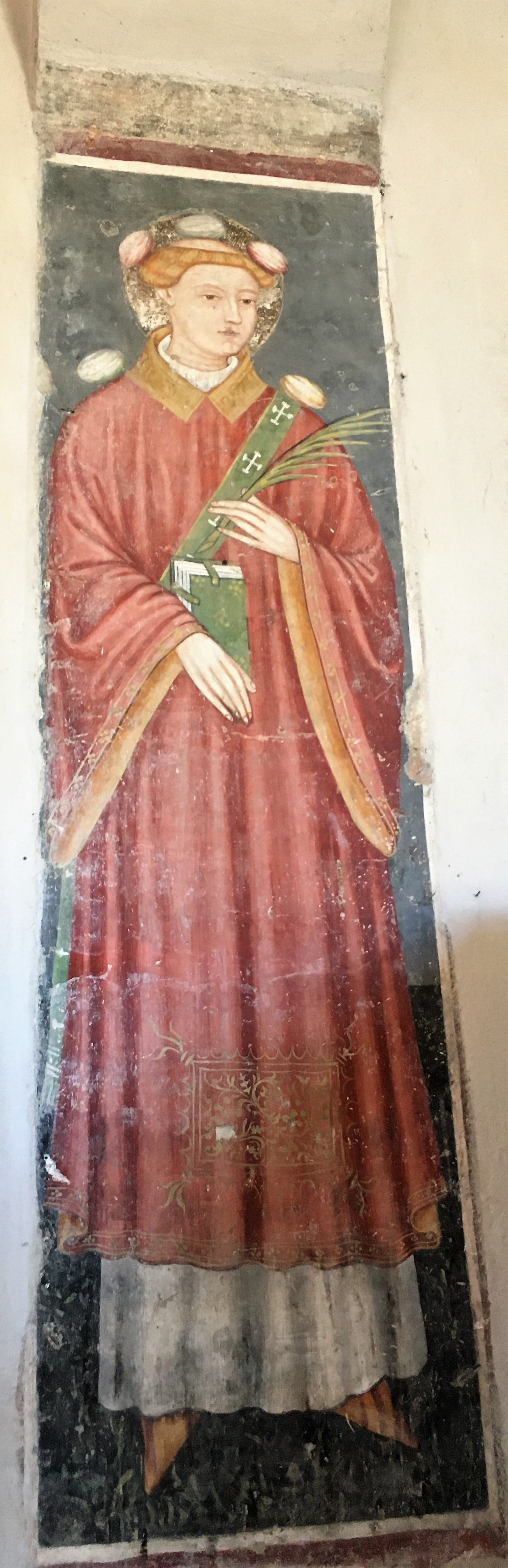
Santo Stefano, anonimo lombardo, segunda mitad del siglo XIV, capilla
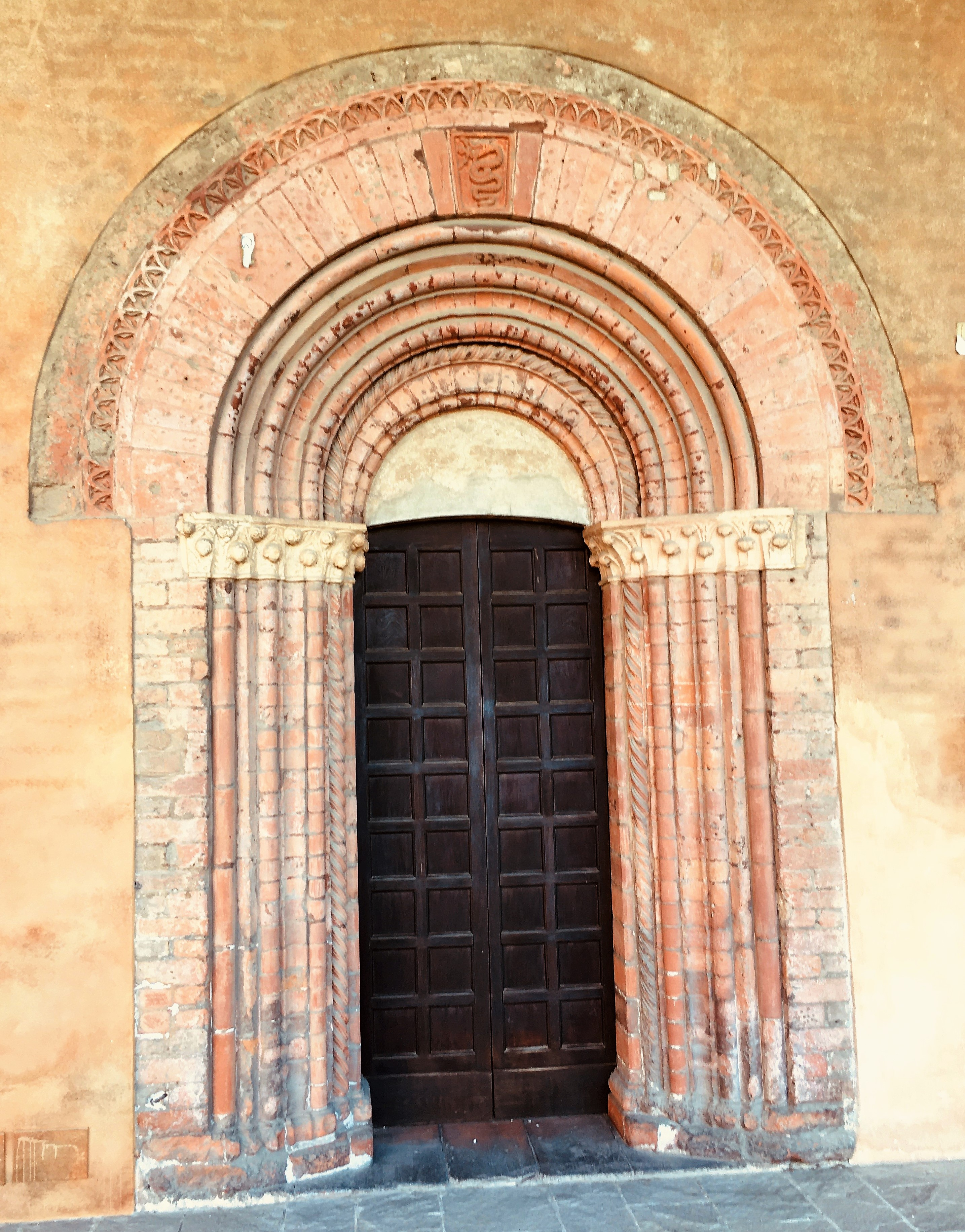
Portal
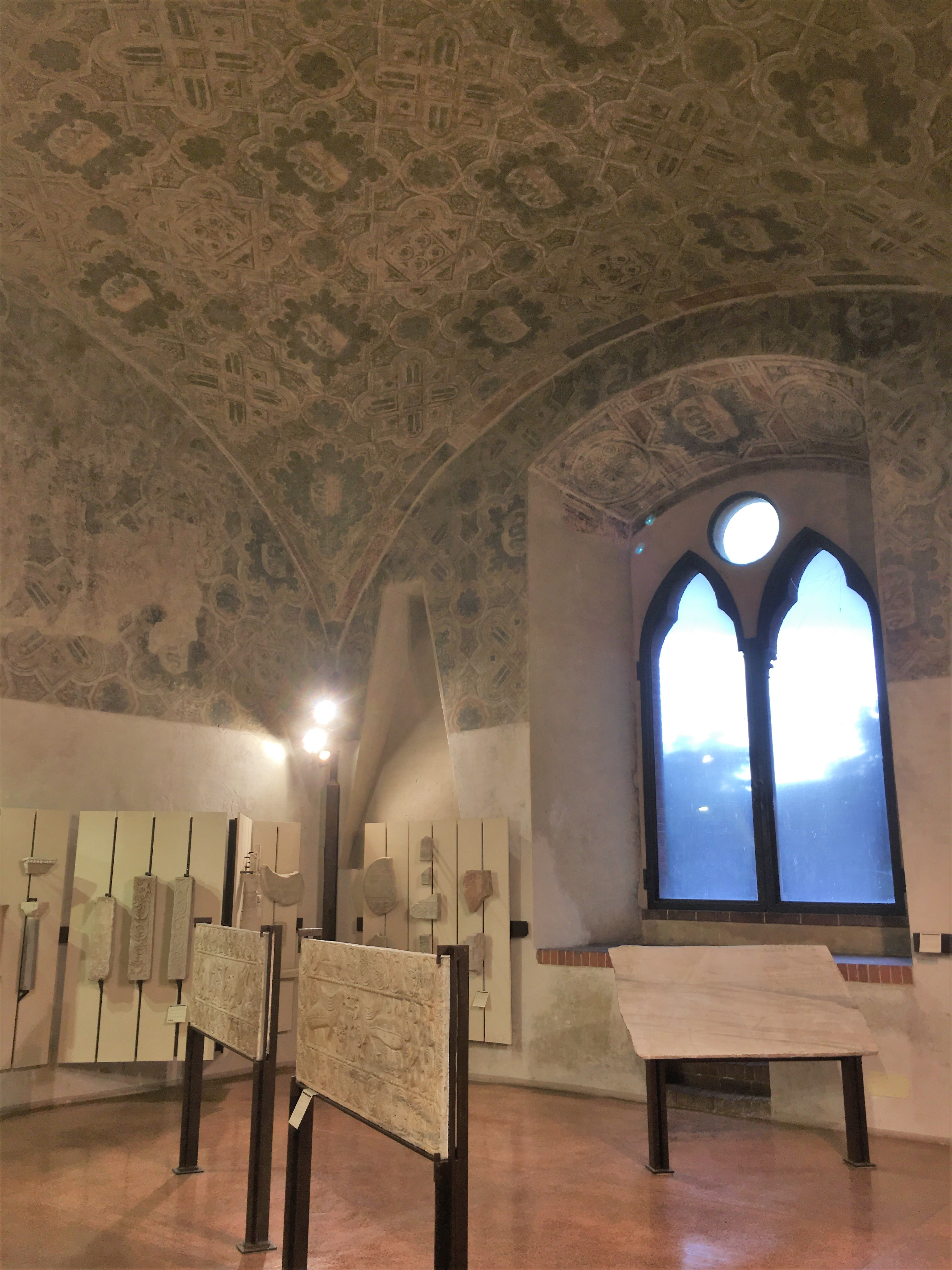
La sala "Longobarda"
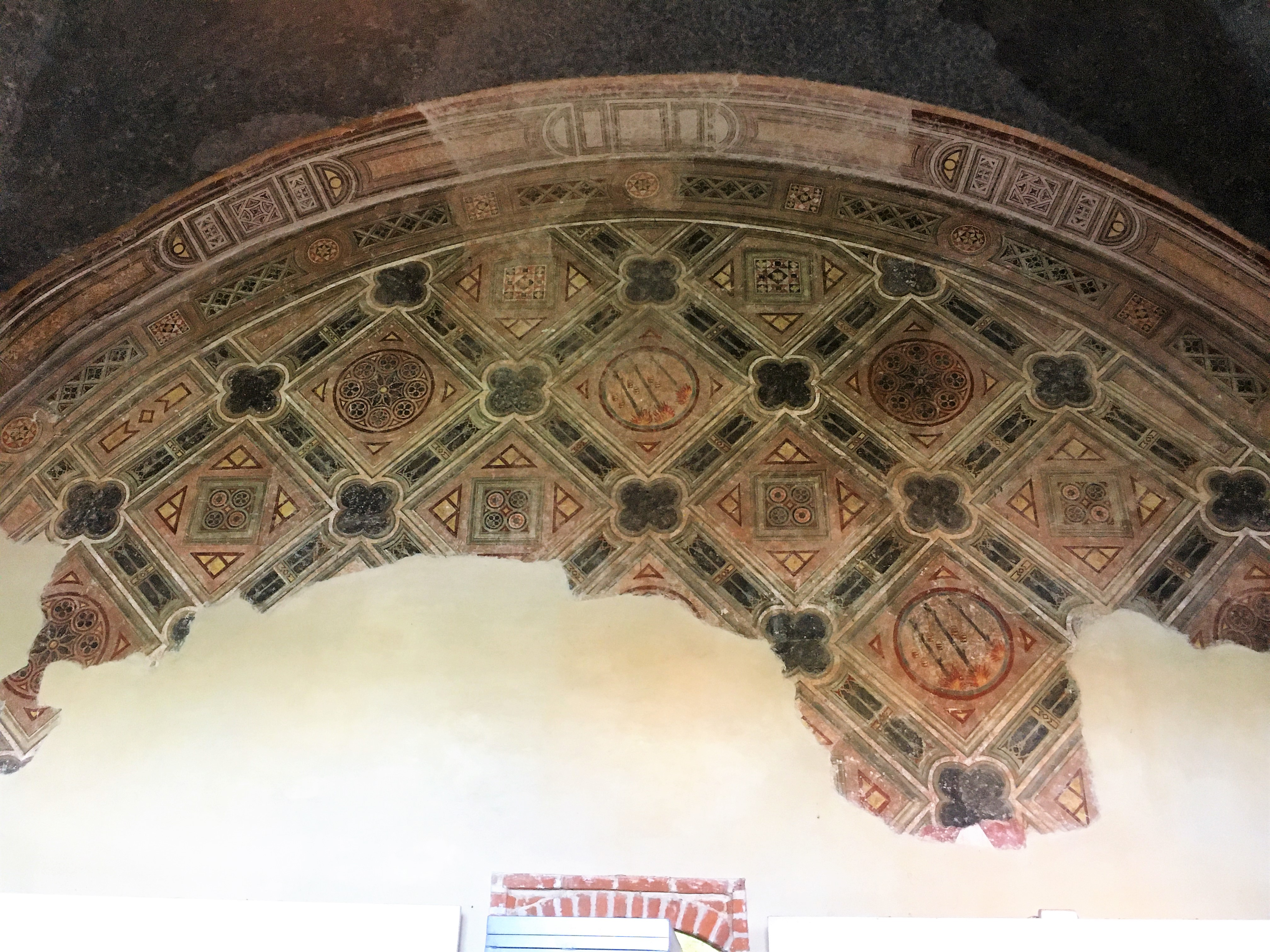
Los frescos con la empresa de Galeazzo II en una de las salas

## Los museos cívicos

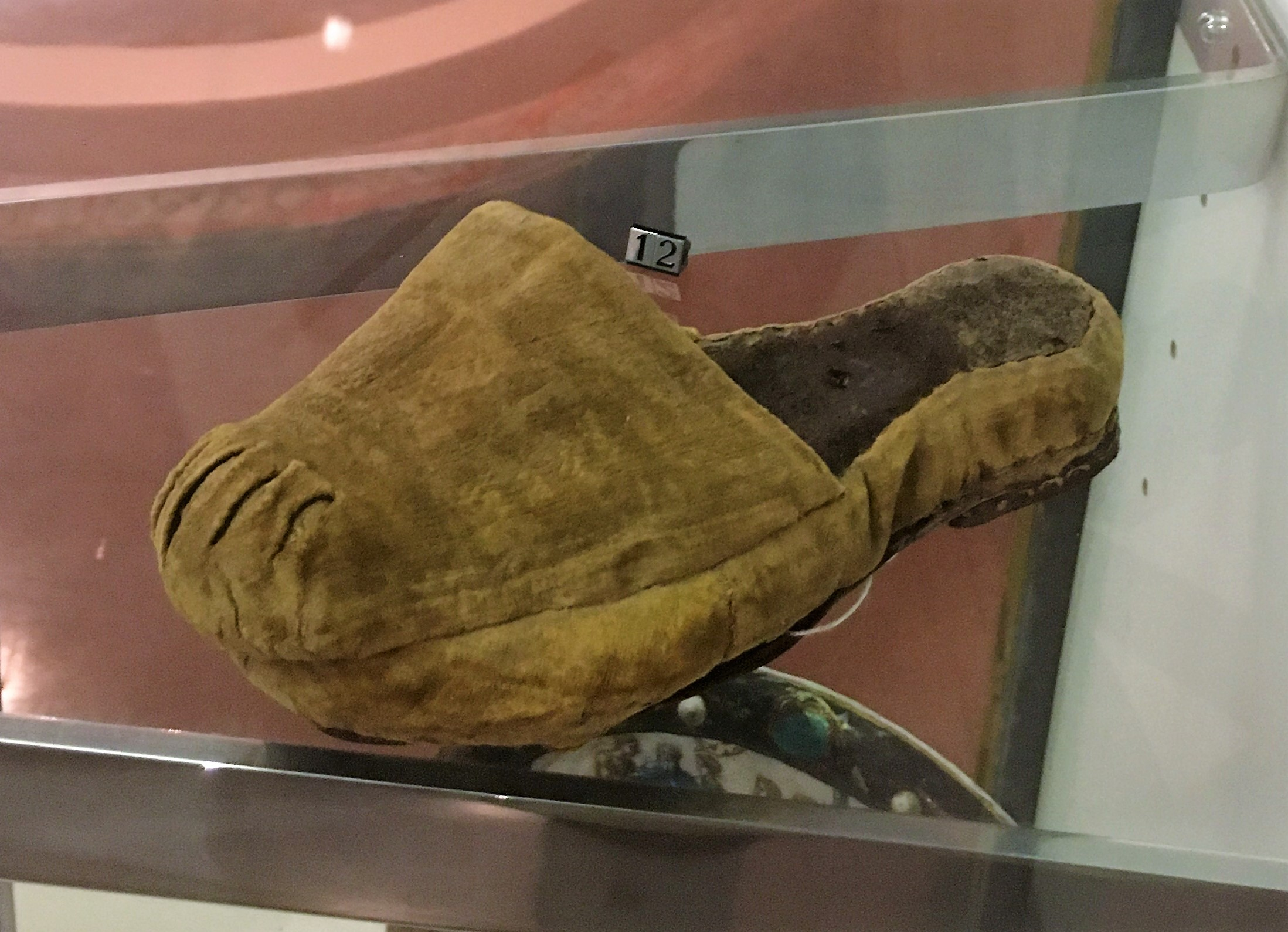
Zapatilla de mujer de terciopelo, encontrada en el castillo durante las obras de restauración de 1955, segunda mitad del, Museos Cívicos de Pavía.

Desde la Segunda Guerra Mundial, el castillo también alberga los Museos Cívicos de Pavía (Musei civici di Pavia). Estos espacios expositivos se dividen según el período histórico vinculado a las piezas expuestas. Los museos que alberga el castillo son el "museo archeologico e sala longobarda" [museo arqueológico y sala lombarda], el "museo romanico e rinascimentale" [museo románico y renacentista], la Pinacoteca Malaspina, el "museo del '600 del '700" [museo del 1600 y del 1700], la "quadreria dell''800" [Cuadreria del 1800], el "museo del Risorgimento" [museo del Risorgimento] y el "museo di arte moderna e gipsoteca" [museo de arte moderno y yesoteca].

### El museo del Risorgimento
En particular, el Museo Pavese del Risorgimento fue fundado en 1885 gracias sobre todo a donaciones de particulares. Las exposiciones de este museo comprenden objetos de diversa índole, documentos, libros y fotografías. La datación de las cosas memorables comienza desde el reino Lombardo-Véneto hasta la Primera Guerra Mundial con especial atención a los hallazgos relacionados con el territorio. También hay una sección dedicada a Giuseppe Garibaldi.